# Tiracola plagiata
Tiracola plagiata là một loài bướm đêm thuộc họ Noctuidae. Nó được tìm thấy ở Đông Nam Á đến các đảo nam Thái Bình Dương, bao gồm phía bắc 2/3 Úc.

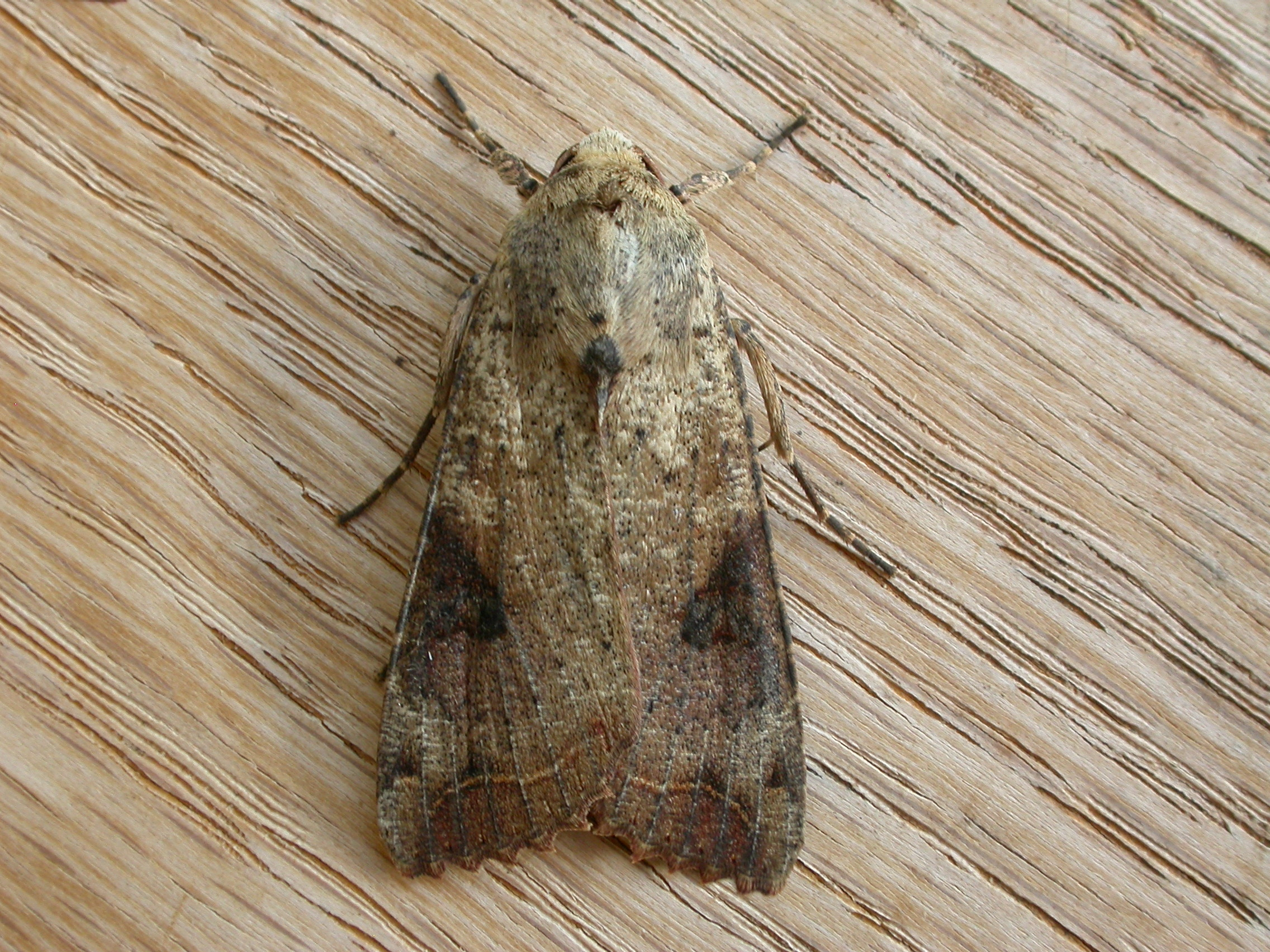

Sải cánh dài khoảng 60 mm. Con trưởng thành màu nâu với các khoang xám và sáng trên cánh trước.
Ấu trùng ăn nhiều loại cây, bao gồm Dioscorea, Diplocyclos palmatus, Toona australis, Eucalyptus, Portulaca oleracea, Phytolacca octandra và Physalis ixocarpa.

## Hình ảnh

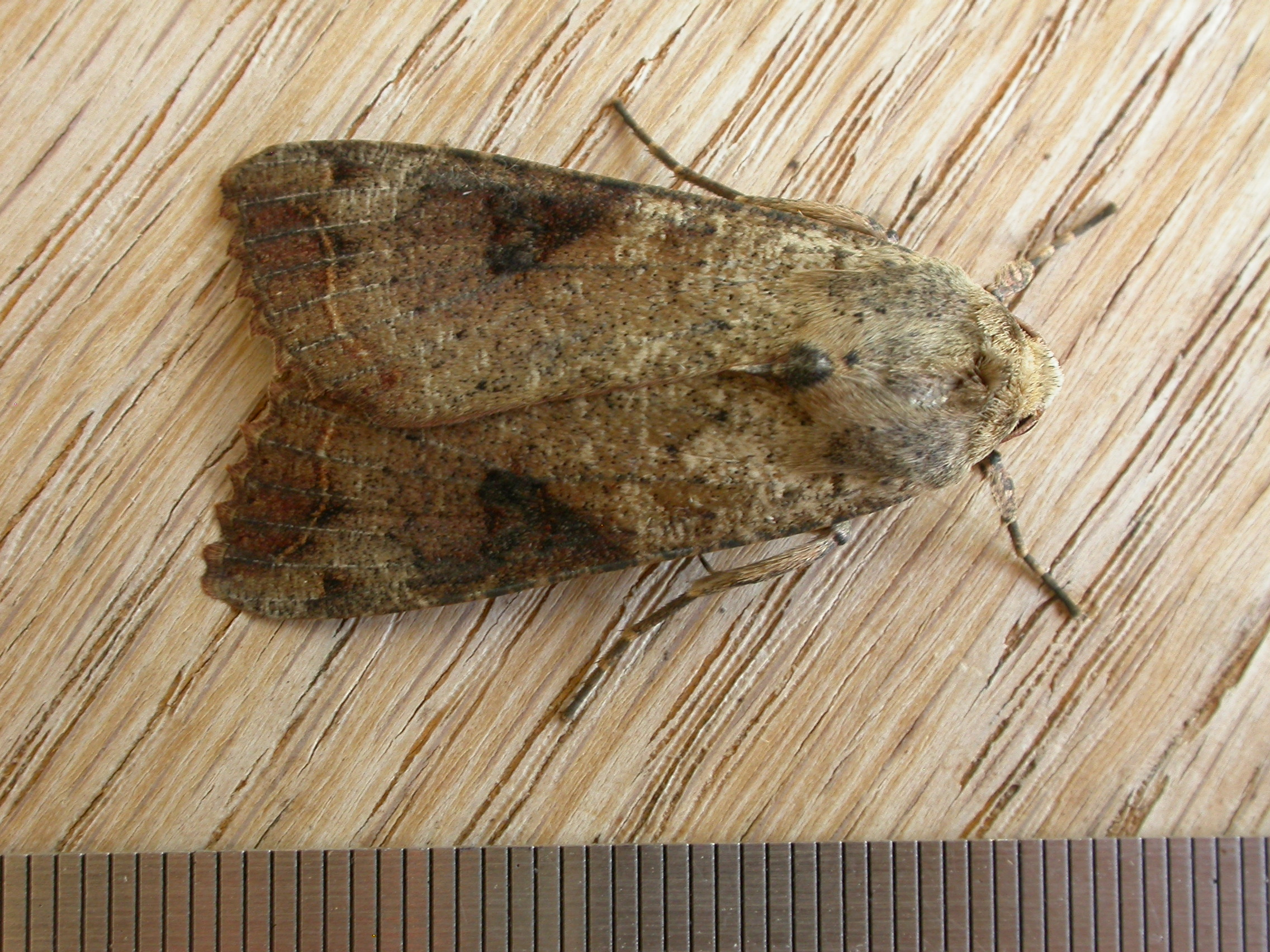
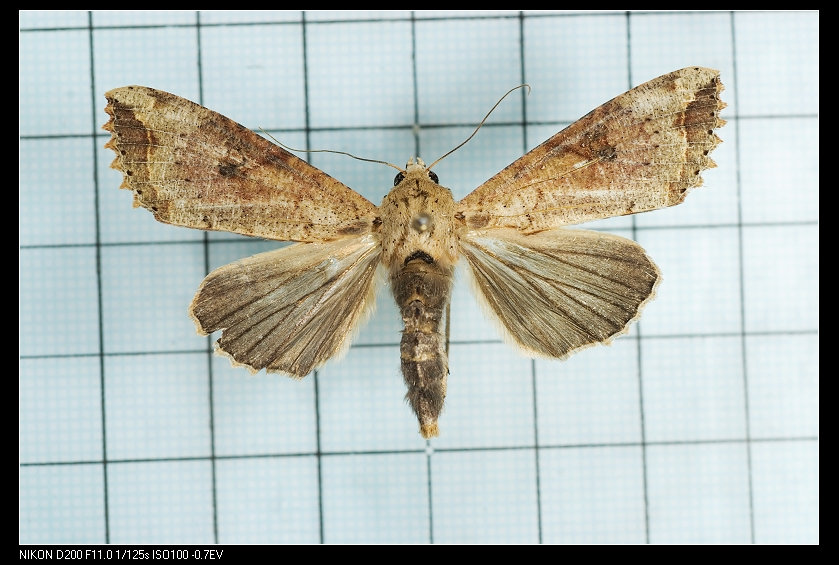
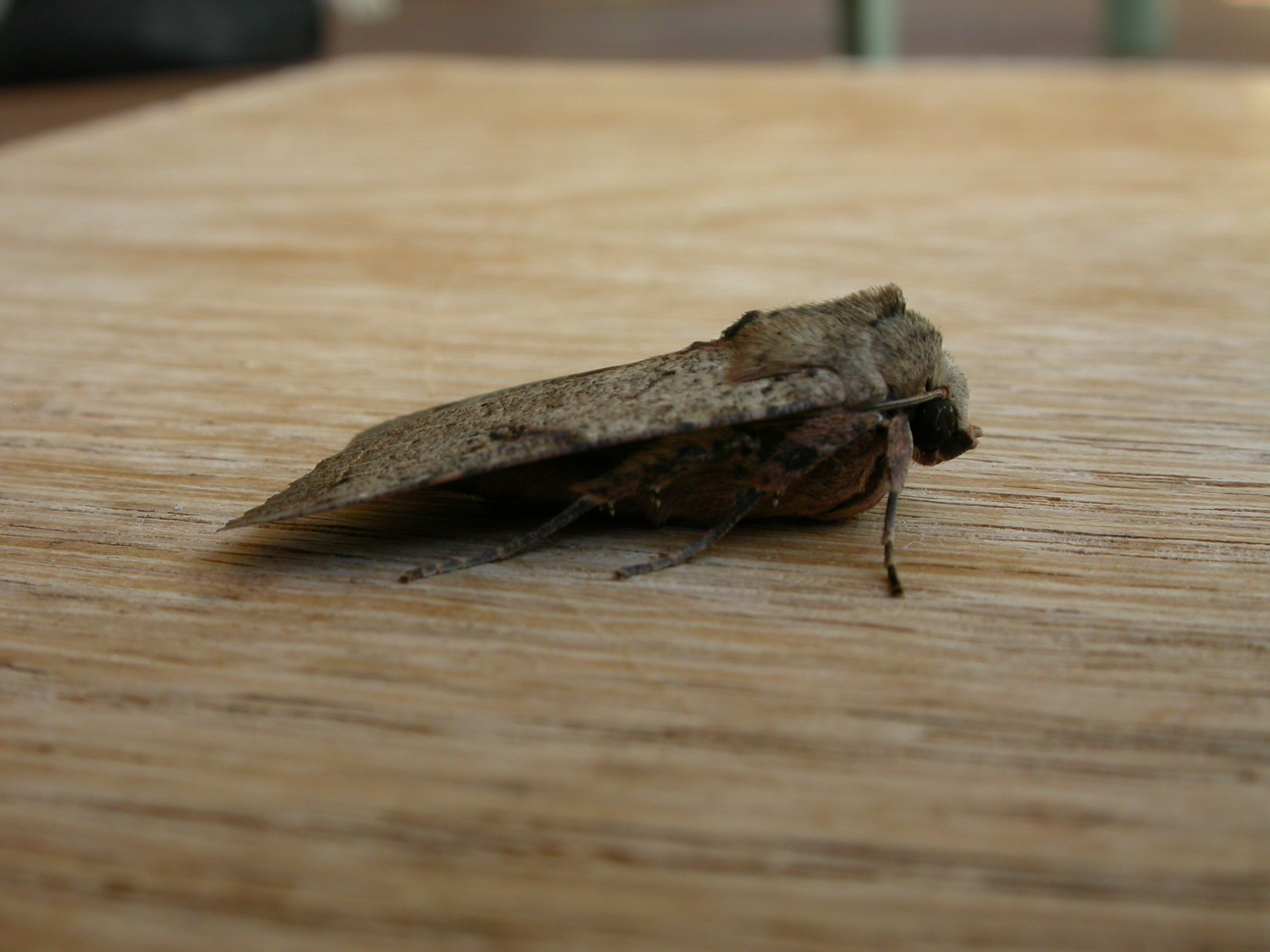
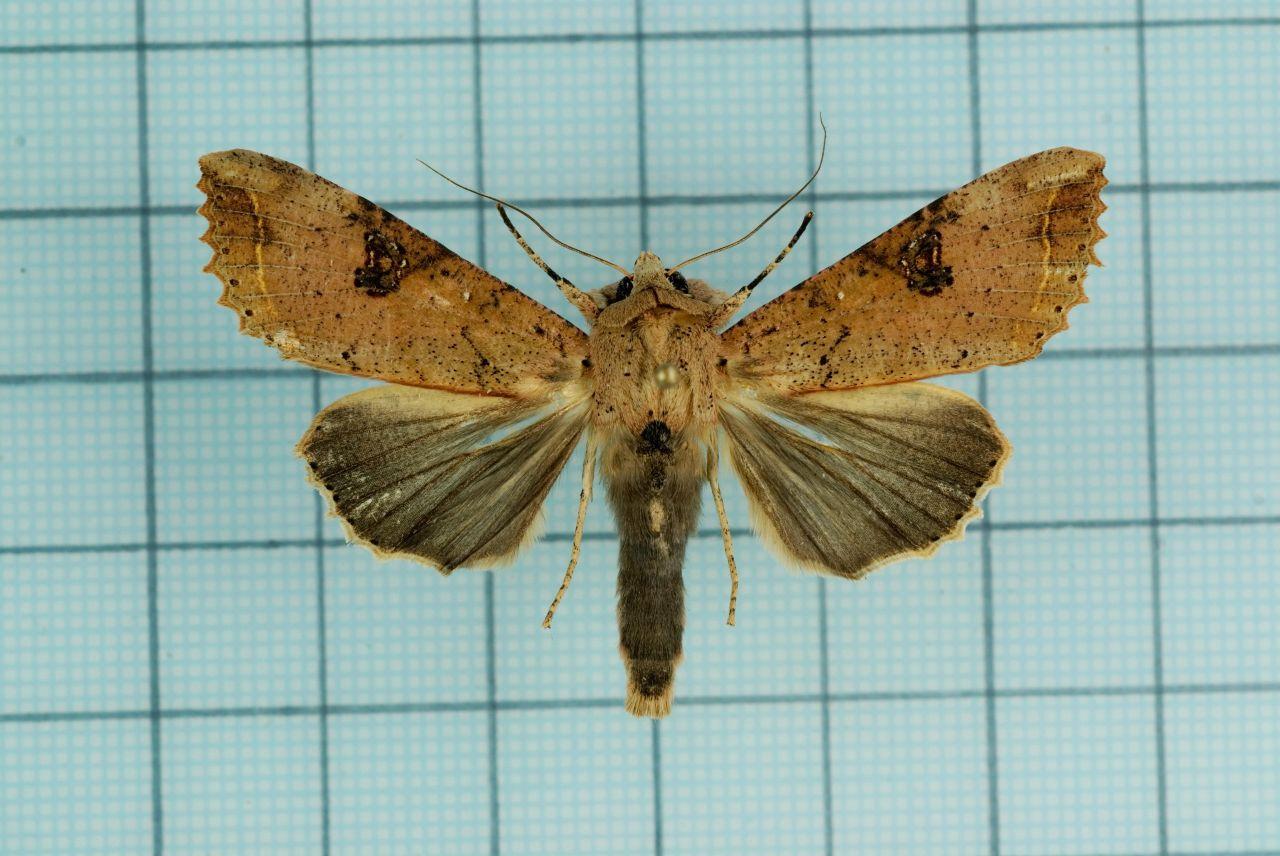